# Белинский, Ян Франтишек
Ян Франтишек Белинский (1630—1685) — государственный и военный деятель Речи Посполитой, ротмистр королевских рейтаров, полковник королевской гвардии (1661), подчаший плоцкий (1659), подкоморий плоцкий (1661), староста репинский и млавский (1660), мечник великий коронный и администратор Мальборкской экономии (1667), староста мальборкский (1672) и осецкий (1674), воевода мальборкский (1681—1685).

## Биография
Представитель польского дворянского рода Белинских герба «Юноша». Сын старосты млавского Войцеха Белинского (ум. до 1660).
Начал военную службу в чине ротмистра королевских рейтар. С 1659 года Ян Франтишек Белинский упоминается в звании подчашего плоцкого. В 1660 году получил во владение староста репинское и млавское. В 1661 году получил чин полковника королевской гвардии. В 1667 году Ян Франтишек Белинский был назначен мечником коронным и администратором Мальборкской экономии. В 1672 году приобрел у Лещинских староство мальборкское. В 1674 году Ян Франтишек Белинский на конвокационном сейме был избран маршалком посольского кола, в том же году был назначен управляющим Замойской ординации. В 1678 году был избран послом на сейм, в 1679 году становится маршалком Коронного Трибунала. В 1681 году Ян Франтишек Белинский получил должность воеводы мальборкского.
Был женат на Анне фон Акерстоф (ум. до 1671), от брака с которой имел сына и дочь:
- Казимир Людвик Белинский (? — 1713), маршалок великий коронный (1702—1713), староста мальборкский, тухольский, черский, гарволинский и млавский
- Тереза Белинская (ум. после 1714), жена воеводы хелминского Томаша Дзялынского (ум. 1714).